# Wolf Ewert

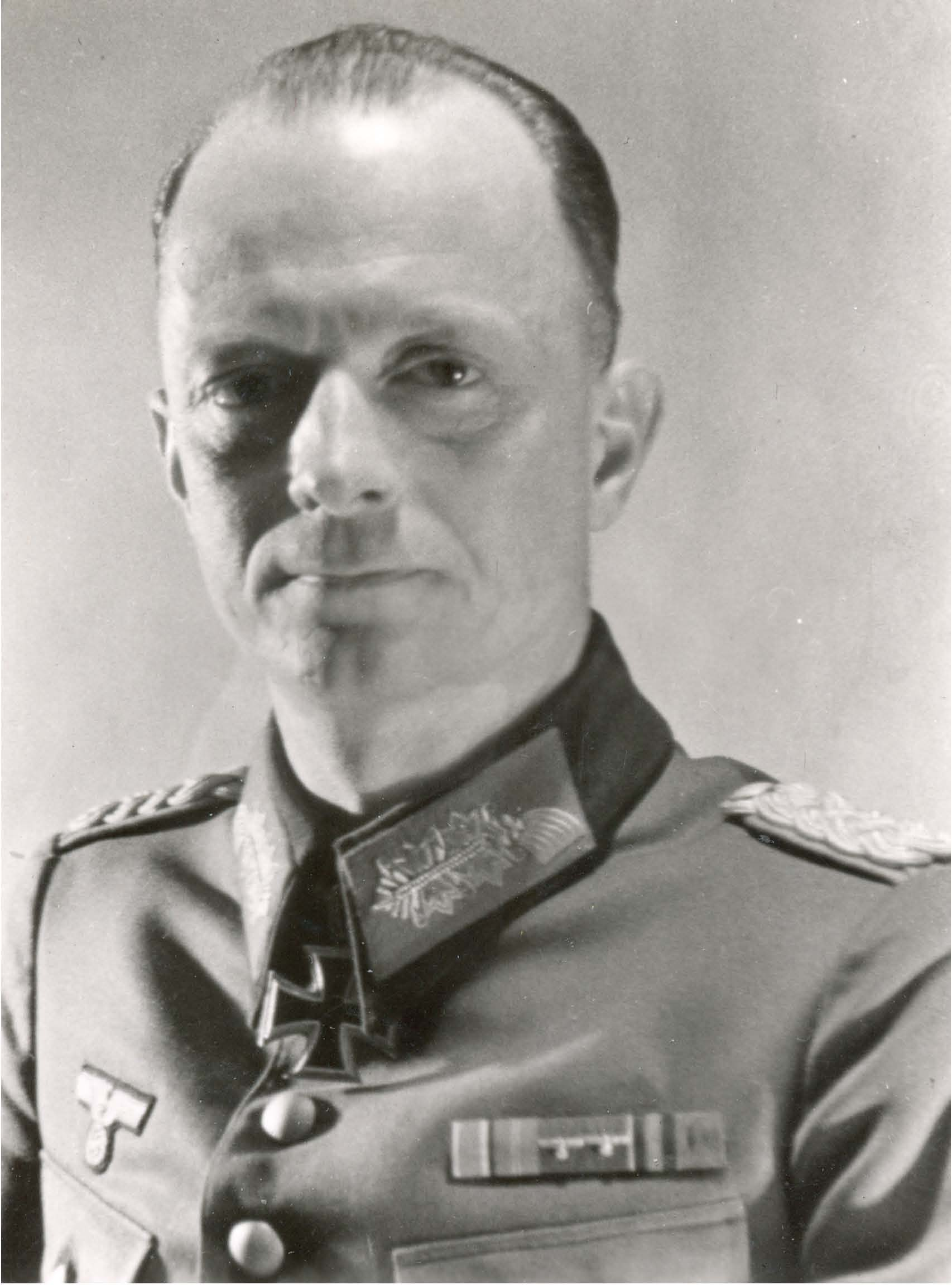
Wolf Ewert, 1944

Wolf Ewert (* 31. Juli 1905 in Stralsund; † 16. März 1994 in Bad Nauheim) war ein deutscher Offizier der Wehrmacht im Zweiten Weltkrieg.

## Leben
Anfang 1924 trat Wolf Ewert als Offizieranwärter der Reichswehr in das  5. Infanterie-Regiment ein. Am 1. Juli 1929 wurde er zum Leutnant befördert. Es folgte 1934 erst seine Beförderung zum Oberleutnant und dann im August 1936 zum Hauptmann. Mit der letzten Beförderung wechselte er als Chef der 8. Kompanie zum Wachregiment Berlin.
Zu Beginn des Zweiten Weltkriegs war er bis Sommer 1940 Chef der 1. Kompanie des Infanterie-Regiments Großdeutschland. Im gleichen Jahr wurde er Bataillonskommandeur beim Infanterie-Regiment 196 bei der 68. Infanterie-Division. Von Dezember 1942 bis Februar 1944 war er Kommandeur des Infanterie-Regiments 196, anschließend in gleicher Position des Infanterie-Regiments 274.
Unter seiner Führung sah sich das Regiment 1943 mit Partisanenangriffen konfrontiert. Denen folgten das Massaker von San Polo und weitere Ermordungen in der Gegend. Da es vor der Hinrichtung zu Misshandlungen der Gefangenen gekommen war, veranlasste Ewert aus Angst vor einer späteren Entdeckung, die Grabstellen durch Sprengladungen zu verwüsten. Dieses Kriegsverbrechen wurde nicht weiter verfolgt und nach dem Krieg gaben die anderen beteiligten Offiziere, wie der Kommandeur der 305. Infanterie-Division, Friedrich-Wilhelm Hauck, sogar an, dass gegen Ewert ein kriegsgerichtliches Verfahren durchgeführt worden sei, was sich aber nicht bestätigen ließ.
Am 18. Juli 1944 erhielt er als Oberstleutnant – den Dienstgrad hatte er im April 1943 verliehen bekommen – und Kommandeur des Grenadier-Regiments 274 bei der 94. Infanterie-Division das Ritterkreuz verliehen. Seine Beförderung zum Oberst erfolgte zum 11. August 1944. Im September/Oktober 1944 war er Kommandeur der Feld-Unteroffizierschule der Infanterie in Arys (Ostpreußen). Von November 1944 bis Dezember 1944 war er Inspekteur der rechtsrheinischen Truppen bei der Heeresgruppe Oberrhein unter Heinrich Himmler.
Ende Dezember 1944 wurde er mit der Führung der 716. Infanterie-Division beauftragt. Die Division nahm an der Operation Nordwind teil. Bei der Verteidigung von Lyon und dem Elsass war die Division Anfang 1945 fast vollständig aufgerieben worden. Anschließend übernahm er bis Kriegsende die Führung der 338. Infanterie-Division. Die Division geriet im April 1945 im Ruhrkessel in US-amerikanische Kriegsgefangenschaft. Am 1. März 1945 war er zum Generalmajor befördert worden.
Nach der Freilassung aus der Kriegsgefangenschaft wohnte er in Bad Nauheim. Von 1952 bis 1956 war er Vorsitzender der 1950 gegründeten Nationalen Partei Deutschlands (NPD), einer nordhessischen Splitterpartei, nicht zu verwechseln mit der 1964 gegründeten Nationaldemokratischen Partei Deutschlands. Ausgehend von einer neutralistischen und pazifistischen Position scharte die Nationale Partei Deutschlands einen kleinen politischen Kreis mit nationalkonservativen Tendenzen, vorwiegend protestantischer Provenienz, um sich. Die Partei war jedoch recht kurzlebig. Es kursierten Gerüchte, dass sie Gelder aus der Sowjetunion erhalte, was die ohnehin schon geringen Sympathien für die Gruppierung weiter reduzierte. Weiter wurde behauptet, dass die NPD unter Ewerts Führung mit der National-Demokratische Partei Deutschlands zusammenarbeiten würde. Die Kleinpartei trat aber in der Zeit unter seinem Vorsitz weder auf Landes- noch auf Bundesebene bei Wahlen an. 1953 wurde Ewert durch die Gesamtdeutsche Volkspartei (GVP) im Wahlkreis Marburg für die Bundestagswahlen im September 1953 aufgestellt, spielte aber im Wahlergebnis keine Rolle. Die Aufstellung war möglich, da sich die NPD in Nordhessen und die GVP für die Wahl in Hessen 1953 unterstützt hatten.

## Werke
- Gemeinsam mit Paul Weege: Was jeder Deutsche vom Weltkrieg wissen muß. Kameradschaft, Berlin, 1938.
- Durchführung von Späh- und Stoßtrupp–Unternehmen durch die Russen (engl. Small Unit Tactics – Infantry). P-060d, Teil III, 1951.[11]
- Stählerne Miniaturen. In: Ukraine in Vergangenheit und Gegenwart, I. Jahrgang, Nummer 3, Juli–September 1952, S. 35–38.